# Croton luzianus
Espèce
Croton luzianus est une espèce de plantes à fleurs du genre Croton et de la famille Euphorbiaceae présente au Brésil (Goiás).
Il a pour synonyme :
- Oxydectes luziana, (Müll.Arg.) Kuntze